# آنتون دیمیتروف (بازیکن فوتبال، زاده ۱۹۷۹)
آنتون دیمیتروف (بلغاری: Антон Димитров؛ زادهٔ ۳۱ اکتبر ۱۹۷۹) بازیکن فوتبال اهل بلغارستان است.